# Mougins
Mougins [muʒɛ̃] (okzitanisch Mogins [muˈʒis]) ist eine französische Stadt im Département Alpes-Maritimes mit 19.481 Einwohnern (Stand 1. Januar 2022). Mougins liegt 30 km von Nizza entfernt und neun Kilometer nördlich von Cannes. Die Stadt ist vor allem als letzter langjähriger Wohnsitz von Pablo Picasso sowie für ihre Kunstgalerien und ihre Gastronomie bekannt.

## Bevölkerungsentwicklung
| Jahr                       | 1962 | 1968 | 1975 | 1982   | 1990   | 1999   | 2006   | 2016   |
| Einwohner                  | 5274 | 6346 | 8492 | 10.197 | 13.014 | 16.051 | 19.361 | 19.047 |
| Quellen: Cassini und INSEE |      |      |      |        |        |        |        |        |

## Kultur und Sehenswürdigkeiten
Siehe auch: Liste der Monuments historiques in Mougins

### Museen
- Im Musée de la Photographie – André Villers werden Fotografien zeitgenössischer Fotografen ausgestellt, die Picasso abbilden.
- Das Musée d’Histoire locale präsentiert Heimatgeschichte.
- Im Musée Maurice Gottlob zeigt man in einer Dauerausstellung die Werke von Maurice Gottlob (1885–1970), einem ehemaligen Landgendarm in Mougins.

### Kirchen
- Die Kirche Saint-Jacques-le-Majeur befindet sich im historischen Ortskern und wurde im 11. Jahrhundert erbaut.
- Die Kapelle Notre Dame de Vie befindet sich in der Nähe des Naturschutzgebietes La Valmasque, unweit des Hauses, in dem Picasso wohnte.
- Die Kapelle Saint Barthélémy ist eines der wenigen kirchlichen Gebäude in achteckiger Form.

### Natur
Etwa 1,3 Kilometer südöstlich von Mougins erstreckt sich La Valmasque, ein zum überwiegenden Teil unbesiedeltes bewaldetes Naturschutz- und Naherholungsgebiet von rund 560 Hektar Ausdehnung. An seinen Nordwestrand angrenzend liegt der Étang de Fontmerle, ein ausgedehnter Flachwassersee, der sich durch eine vielfältige Flora und Fauna auszeichnet. So findet man hier die größte Lotuskolonie Europas (Indische Lotosblume, Nelumbo nucifera), die in den 1970er Jahren angepflanzt wurde. Am Étang de Fontmerle werden über 70 Vogelarten gezählt.

## Gastronomie
In Mougins gibt es mehr als 40 Restaurants mit einer großen Auswahl an Gerichten der traditionellen provenzalischen Küche.
Jedes Jahr im September findet hier das Internationale Festival der Gastronomie «Les étoiles de Mougins» (Die Sterne von Mougins) statt.

## Persönlichkeiten

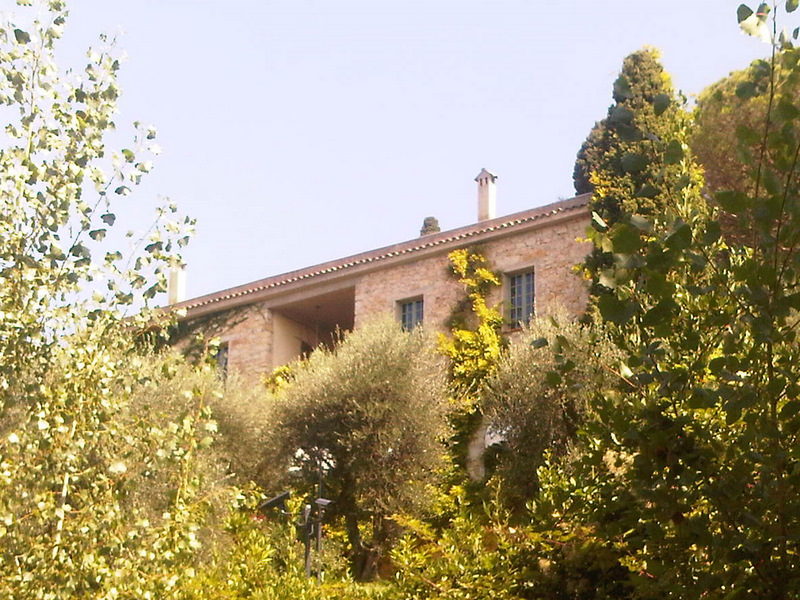
Letzter Wohnsitz Picassos: Le mas Notre-Dame-de-Vie

- Der französische Offizier Amédée-François Lamy (1858–1900) ist ein Sohn der Stadt. Er machte sich durch Expeditionen in den Tschad einen Namen.
- Christian Dior (1905–1957), schuf einige Modekollektionen in der Altstadt von Mougins.
- Grace Moore (1898–1947), lebte mit ihrem Mann, dem spanischen Filmschauspieler Valentín Parera (1895–1986), abwechselnd hier und in den Vereinigten Staaten.
- Francis Picabia (1879–1953), lebte hier von 1925 bis 1935 in seinem Château de mai.
- Pablo Picasso (1881–1973), lebte hier von Juni 1961 bis zu seinem Tod am 8. April 1973.
- Oliver Rasmussen  (* 2000), dänischer Autorennfahrer
- Roger Vergé (1930–2015), betrieb hier von 1969 bis 2003 das Restaurant Le Moulin de Mougins.

## Städtepartnerschaften
Partnergemeinden von Mougins sind Aschheim im bayerischen Landkreis München (Deutschland) und Lerici in Ligurien (Italien).